# Ángel Ossorio y Gallardo

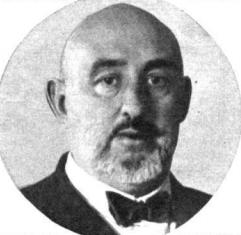
Ángel Ossorio y Gallardo

Ángel Ossorio y Gallardo   (Madrid, 20 de juny de 1873 - Buenos Aires, 19 de maig de 1946) va ser un jurista i polític demòcrata-cristià espanyol format en el liberalisme organicista catòlic, ministre de Foment durant el regnat d'Alfons XIII, ambaixador de la Segona República Espanyola i un dels protagonistes destacats en la gènesi i en els debats sobre la “solució corporativa” esdevinguts entre 1913 i 1931.

## Biografia
Era fill del periodista Manuel Ossorio y Bernard. Es llicencià en Dret a la Universitat Central de Madrid i assolí prestigi com a advocat i escriptor a començaments del segle xx, amb El alma de la toga i El divorcio en el matrimonio civil. Presidí la Reial Acadèmia de Jurisprudència i Legislació i l'Ateneo de Madrid.
Era membre del Partit Liberal Conservador i amic del fill gran d'Antoni Maura. El gener de 1907 fou nomenat governador civil de Barcelona, càrrec que ocupà fins a juliol de 1909. Durant el seu mandat va propiciar apropaments entre el partit de Maura i la Lliga de Catalunya i va combatre el terrorisme anarquista, assolint la detenció de Joan Rull i Queraltó. Tanmateix no va poder impedir la constitució de Solidaritat Catalana, que es presentà a les eleccions generals espanyoles de 1907, i finalment l'esclat de la vaga general que provocà els fets de la Setmana Tràgica de 1909 provocaren la seva dimissió el 26 de juliol, quan Barcelona fou posada sota jurisdicció militar. Va estar uns dies amagat al Tibidabo i després va fugir en vaixell cap a València. Les seves vivències durant aquests tràgics successos van quedar reflectits en la seva obra Barcelona, julio de 1909 (1910).
Va ser ministre de Foment entre el 15 d'abril i el 20 de juliol de 1919 al govern que va presidir Antoni Maura. Després va liderar el Partit Social Popular en el qual es va integrar el 1922 José María Gil-Robles y Quiñones.
Va tenir una llarga tradició de diputat en el Congrés durant la restauració borbònica pel districte de Casp de la circumscripció de Saragossa com a membre del Partit Conservador, iniciant la seva carrera política com a diputat per Saragossa, escó que obtindrà des de les eleccions generals espanyoles de 1903 fins a les les de 1920 quan la dictadura del general Primo de Rivera el va allunyar de la política. De 1923 a 1924 fou president de l'Ateneo de Madrid.
Va tornar a la política quan es proclamà la Segona República Espanyola; es declarà "monàrquic sense rei al servei de la República", i fou elegit diputat per Madrid a les eleccions generals espanyoles de 1931 en la Candidatura de Suport a la República (Candidatura de Apoyo a la República). Fou president de la Comissió Jurídica encarregada de redactar l'avantprojecte de Constitució Espanyola de 1931.
Ossorio y Gallardo fou el defensor del president Companys en el judici al Govern de la Generalitat de Catalunya pels fets del sis d'octubre, davant el Tribunal de Garanties Constitucionals (27 maig-6 juny 1935).
Durant la guerra civil espanyola va romandre fidel a la República i fou nomenat ambaixador republicà a França, Bèlgica i Argentina, país on es va exiliar en finalitzar la guerra. Allí formaria part d'un dels governs de la República espanyola en l'exili.
El seu fons personal es troba dipositat al CRAI Biblioteca del Pavelló de la República de la Universitat de Barcelona. Consta de correspondència escrita i/o rebuda per Ángel Ossorio, articles, retalls de premsa, entre d' altres documents diversos.

## Obres
- El Alma de la Toga (1919)
- Vida y sacrificio de Companys (1943). Memorial Democràtic de la Generalitat de Catalunya. Barcelona 2010.
- Historia del pensamiento político catalán durante la guerra de España con la República francesa (1793-1795), tesi doctoral Oliva, Madrid, 1913.
- La España de mi vida. Autobiografía, Grijalbo, Barcelona, 1977.
- Mis Memorias, Tebas, Madrid, 1975
- Esbozos Historicos, Madrid, Morata 1930.
- Cartas a una Señora sobre Temas de Derecho Político, Madrid, Morata 1932.
- Los Hombres de Toga, en el Proceso de Don Rodrigo Calderón, Madrid, Morata 1934.
- Barcelona. Julio de 1909 (Declaración de un testigo, Imprenta de Ricardo Rojas. Madrid 1910.
- El Sedimento de la lucha: vida e ideas. Madrid: Aguilar, [1933?][8]